# Verein für Fraueninteressen
Der Verein für Fraueninteressen e.V. ist ein Münchner Verein, der als Teil der Ersten Frauenbewegung 1894 von Anita Augspurg gegründet wurde und 2024 sein 130-jähriges Bestehen feierte. Ziel des Vereins war bei Gründung die "systematisch auf allen Gebieten durchgeführte und vollgültige Teilnahme der Frauen an unserem gesamten öffentlichen Leben", inzwischen wirkt er für die gleichberechtigte Teilhabe und Mitwirkung aller Menschen in einer geschlechtergerechten, inklusiven, sozialen und freiheitlich-demokratischen Gesellschaft. Mit der Übernahme frauenpolitischer und sozialer Aufgaben möchte er den gesellschaftlichen Wandel aktiv mitgestalten. Er ist gemeinnützig, überparteilich und überkonfessionell.

## Geschichte

### 1894 bis 1914
Der Münchner Verein für Fraueninteressen e.V. wurde 1894 als Gesellschaft zur Förderung geistiger Interessen der Frau von Anita Augspurg gegründet. 1896 schloss sich der Verein dem Bund Deutscher Frauenvereine an und zählte sich selbst zum fortschrittlichen und „modernen“ Flügel der bürgerlichen Frauenbewegung. Sein Ziel war die „systematisch auf allen Gebieten durchgeführte und vollgültige Teilnahme der Frauen an unserem gesamten öffentlichen Leben“. Dem Verein konnten auch Männer beitreten. 1897 zählte er 237 Mitglieder, darunter 22 Männer wie Max Haushofer, Rainer Maria Rilke und Ernst von Wolzogen. Mit der 1898 gegründeten Rechtsbelehrungs- und Rechtsschutzstelle für Frauen, der 1900 gegründeten Centralstelle für Wohlfahrtseinrichtungen, der Abteilung für Soziale Arbeit (1906) sowie der Auskunftsstelle für Frauenberufe (1908) wurde der Verein in München bekannt und genoss hohes Ansehen in der Bevölkerung. Einzigartig in der Deutschen Frauenbewegung war die Unterstützung des Vereins durch prominente Vertreter der Münchner Moderne. Schon unter den frühen Mitgliedern fanden sich zahlreiche Schriftstellerinnen, Malerinnen, Kunsthandwerkerinnen und andere Künstlerinnen.
Der vom Verein im Oktober 1899 erstmals organisierte Allgemeine bayerische Frauentag gilt als Ausgangspunkt der bürgerlichen Frauenbewegung in Bayern. In den Folgejahren gründete der Verein Ortsgruppen in 35 bayrischen Städten und fasste sie 1909 zum Hauptverband bayerischer Frauenvereine zusammen. Den Vorsitz übernahm Ika Freudenberg. Ihre Nachfolgerin in Verein und Verband, Luise Kiesselbach, gründete 1914 den Stadtbund Münchener Frauen-Vereine als Zusammenschluss aller Münchner Vereine, die sich zur organisierten Frauenbewegung zählten.

### 1914 bis 1918
Während des Ersten Weltkrieges stellten Verein und Stadtbund ihre frauenpolitischen Ziele zurück und ließen sich für den Dienst an der „Heimatfront“ vereinnahmen. 1918 wurde das Gabrielenheim in Tutzing als Erholungsheim für Münchner Schulkinder gegründet.

### 1918 bis 1933
Der Verein nahm seine frauenpolitische Arbeit wieder auf. Nach dem Sturz der Monarchie in Bayern und im Reich bekannte sich der Verein zu Republik und Demokratie. Er begrüßte die Erklärung des Stimmrechts für Frauen als Beginn einer neuen Zeit. Er forderte seine Mitglieder zum parteipolitischen Engagement, zur Wahrnehmung des aktiven und passiven Wahlrechtes auf, gleichzeitig erklärte er sich selbst für parteipolitisch neutral. Luise Kiesselbach war bis zu ihrem Tod im Jahr 1929 als Stadträtin für die linksliberale DDP aktiv. Die Reichstagsabgeordnete Toni Pfülf, Vereinsmitglied seit 1908, gehörte von 1919 bis 1933 der SPD-Fraktion an. Zahlreiche Mitglieder waren beruflich oder ehrenamtlich in der städtischen Verwaltung für den Aufbau sozialstaatlicher Strukturen aktiv. Sie versammelten sich vereinsintern im Referat für kommunale und soziale Fragen. Die Gründung des Paritätischen Wohlfahrtsverbandes München (1922) und des Paritätischen Wohlfahrtsverbandes Bayern (1924) ging auf die Initiative Luise Kiesselbachs und damit des Vereins für Fraueninteressen zurück.
Haupttätigkeitsfelder des Vereins auf sozialem Gebiet waren in den zwanziger Jahren die Kinderfürsorge und die Mittelstandshilfe. Zur Finanzierung der Arbeit betrieb der Verein seit 1928 Milchkioske im Münchner Stadtzentrum.

### 1933 bis 1945
1933 endete die Frauenbewegung in Deutschland. Ihre Ziele standen der nationalsozialistischen Ideologie diamentral entgegen. Die meisten Frauenvereine und -verbände lösten sich selbst auf, um einem Verbot oder der Gleichschaltung zuvorzukommen.
Der Verein für Fraueninteressen entschied sich für einen anderen Weg. Er kämpfte über Jahre um seine Existenz und gegen die „Gleichschaltung“. Er wählte zwar ein NSDAP-Mitglied zur Vorsitzenden, beharrte aber in seiner Satzung auf weltanschaulicher Neutralität und Überkonfessionalität. Durch hinhaltenden Widerstand gelang es ihm, die unterschiedlichen NS-Behörden gegeneinander auszuspielen. Zeitweise waren bis zu acht NS-Behörden in München und Berlin mit dem Verein befasst. Der Verein wurde schließlich doch gezwungen, seine Einrichtungen an die NSV (Nationalsozialistische Volkswohlfahrt) abzugeben. Aufgelöst wurde er aber nicht. Die jüdischen und rassisch verfolgten Mitgliedsfrauen und ihre Familien wurden in die Emigration oder in den Selbstmord getrieben, andere wurden deportiert.
1944/45 wurde die Geschäftsstelle des Vereins zerstört. Der Verein verlor sein Archiv und eine umfangreiche Bibliothek zur Frauenbewegung.

### Nach 1945
Unmittelbar nach Kriegsende nahm der Verein 1945 seine frauenpolitische und soziale Arbeit wieder auf und setzt sie bis heute fort. Das Aktionsbündnis Parité in den Parlamenten ist die jüngste frauenpolitische Initiative des Vereins. Es wurde 2014 vom Verein gemeinsam mit dem Stadtbund Münchner Frauenverbände ins Leben gerufen.
Der Verein ist Träger folgender Einrichtungen (Auswahl):
- Freiwilligen-Agentur Tatendrang München
- Lesezeichen – Lesen und Sprechen mit Grund- und Mittelschülern
- Hauswirtschaftliche Beratung für verschuldete Familien
- Fit−Finanztraining
- Seniorenbörse
- Juno – eine Stimme für Flüchtlingsfrauen
- Münchner Frauenforum
- Offener Treff für Frauen aus aller Welt
- Begleiteter Umgang – Begleitete Übergabe
- Zu Hause gesund werden
- Neuer Start – Orientierungskurs für Frauen
- Spurwechsel ab 55
- Fremd-vertraut – Interkultureller Dialog
- Infobörse für Frauen aus aller Welt
- Mama lernt Deutsch

## Namen des Vereins
- Gesellschaft zur Förderung geistiger Interessen der Frau (1894 bis 1897)
- Gesellschaft für geistige Interessen der Frau (1897 bis 1899)
- Verein für Fraueninteressen (1899 bis 1920)
- Verein für Fraueninteressen und Frauenarbeit (1920 bis 1977)
- Verein für Fraueninteressen (seit 1977)

## Vorsitzende
- Anita Augspurg, Präsidentin (1894–1896)
- Ika Freudenberg (1894–1912)
- Emma Haushofer-Merk (1912–1913)
- Luise Kiesselbach (1913–1929)
- Hilde Obermair-Schorch (1929–1935)
- Gisela Mauermayer-Schmidt (1935–1945)
- Julie Gräfin Bothmer (1945–1958)
- Irma Lotte Haesler-Oeser (1958–1974)
- Gretl Rueff (1974–1994)
- Hildegard Kronawitter (1994–2003)
- Elke Kästle (2003–2006)
- Helga Ziegler (2006–2012)
- Christa Weigl-Schneider (2012–2020)
- Inga Fischer ab 2020